# Библиотека имени Н. В. Гоголя (Москва)
Библиотека №9 имени Н.В. Гоголя (Библиотека № 9 им. Н. В. Гоголя ГБУК г. Москвы «ЦБС ЦАО», ранее Центральная библиотека № 46 им. Н. В. Гоголя ЦБС № 4 ЦАО) — одна из старейших библиотек Москвы образована 17 сентября 2014 путем слияния Центральной библиотеки им. Н. В. Гоголя и Детской библиотеки № 152 ГБУК г. Москвы «ЦБС ЦАО». Первоначально была открыта 20 марта (1 апреля) 1909 года к 100-летнему юбилею Н. В. Гоголя.
Ныне расположена на улице Большая Грузинская, дом 39, стр. 1.

## История

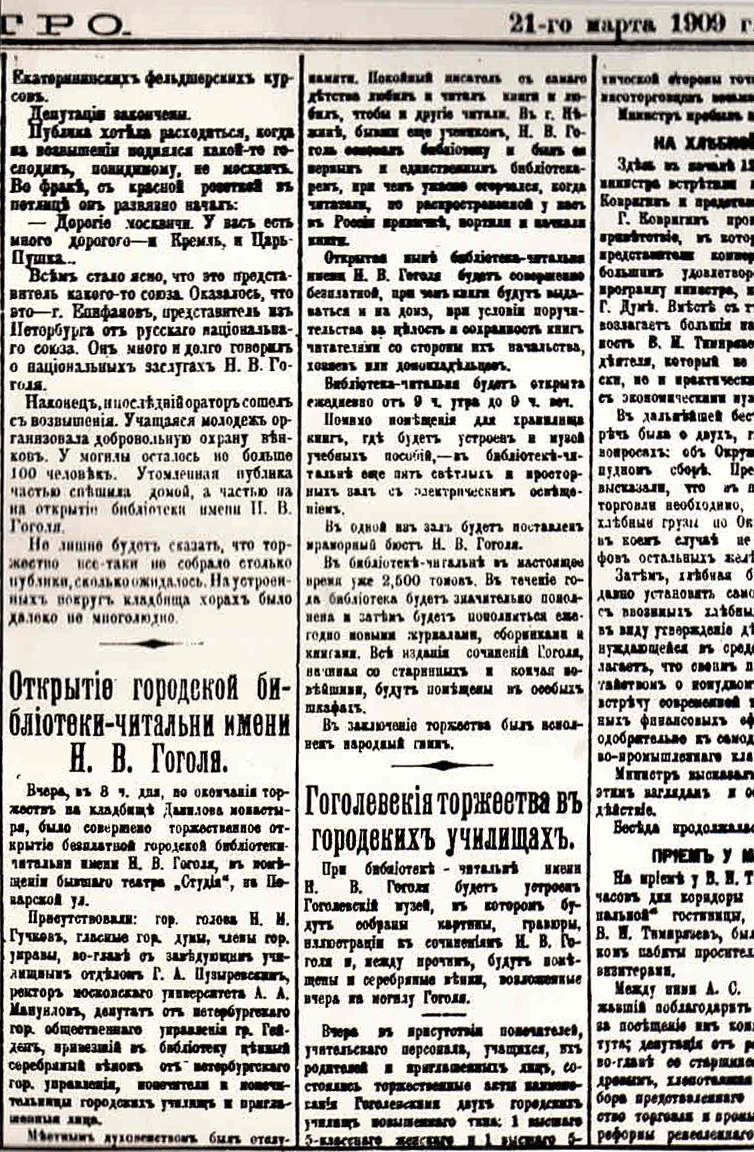
Заметка об открытии Библиотеки в газете "Раннее утро" от 21 марта 1909 года.

Решение о создании библиотеки-читальни имени Н. В. Гоголя было принято Московской городской думой в рамках подготовки к празднованию 100-летия писателя. На открытие библиотеки московским правительством была выделена довольно значительная сумма — 10 тыс. рублей. Первоначальный фонд библиотеки составил 2500 книг. С 1913 по 1983 годы библиотека находилась в помещении по адресу: улица Красная Пресня (до 1918 г. — Большая Пресня), д. 4. В ноябре 1913 в библиотеке было открыто также детское отделение, которое в 1921 получило статус Детской библиотеки им. Н. В. Гоголя.
В первые послереволюционные годы главной задачей библиотеки становится ликвидация безграмотности населения. В тридцати девяти школах ликбеза библиотека организует громкие читки, беседы, знакомит учащихся с книгами по любым отраслям знаний. Её передвижной фонд обслуживал почти сто организаций Пресненского района. С начала 1941 г. библиотека получает новое официальное название — «Районная библиотека № 46 имени Н. В. Гоголя Советского района г. Москвы».
В годы войны библиотека вела обслуживание читателей вне своих стен — в бомбоубежищах, на станции метро «Маяковская», в подшефных госпиталях, опорных пунктах ополчения. В послевоенные годы библиотека становится одним из важнейших культурных центров Пресненского района. На библиотечных вечерах выступают известные писатели: Ю. Герман, В. Солоухин, В. Тельпугов, критики Д. Стариков, Ф. Кузнецов. В отдельное направление библиотечной деятельности выделяется работа с ветеранами.
В 1976 г. была создана ЦБС Краснопресненского района, которую возглавляет библиотека имени Н. В. Гоголя. В 1983 г. библиотека переехала в своё нынешнее здание по адресу Большая Грузинская ул., д. 39.
В 1992—2013 Центральная библиотека № 46 им. Н. В. Гоголя входила в состав ЦБС № 4 ЦАО г. Москвы, 16 октября 2013 вошла в структуру ГБУК г. Москвы «ЦБС ЦАО» как Центральная библиотека им. Н. В. Гоголя, 17 сентября 2014 получила статус Библиотеки № 9 им. Н. В. Гоголя ГБУК г. Москвы «ЦБС ЦАО».

## Современность
Сегодня Библиотека им. Н. В. Гоголя — крупный информационно-образовательный интеллект-центр Пресни, книжный фонд которого насчитывает более 50000 изданий разных эпох. В стенах учреждения ежедневно проводятся лекции, концерты, мастер-классы, проходят заседания культурно-досуговых формирований, работают творческие студии. Также сотрудники библиотеки активно занимаются краеведческими исследованиями в московском районе Пресня. В рамках работы проектов «Тишинский вестник» и «Имена Красной Пресни» снимаются документальные ролики, проводятся экскурсии, собирается бесценный исторический материал.

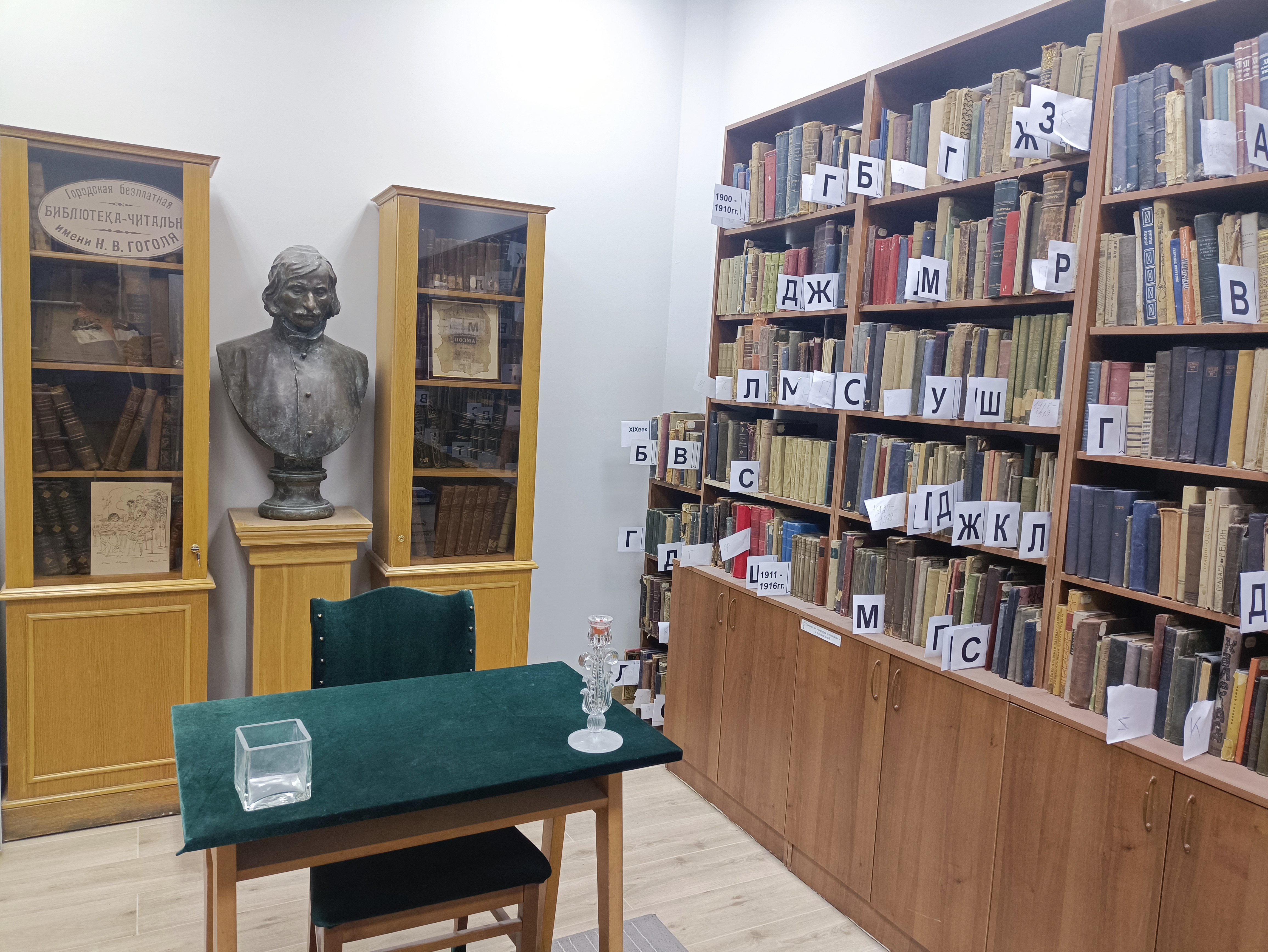
Мемориальный кабинет в Библиотеке им. Н.В. Гоголя

Особое внимание всегда уделялось жизни и творчеству Николая Васильевича Гоголя. В книжном фонде читального зала хранятся редкие дореволюционные издания, в их числе около 100 книжных памятников. Библиотека собирает архив публикаций в печати о писателе и его творчестве, выпускает библиографические материалы. Любителям компьютерных игр зал мультимедиа предлагает квест по мотивам произведений писателя. На гоголевских вечерах выступали режиссёры Юрий Норштейн с фильмом «Шинель», Наталья Бондарчук во время съемок фильм «Гоголь. Ближайший». В подборе материала для фильма помогал и справочно-библиографический отдел библиотеки.
Ко дню рождения писателя на фасаде здания был установлен памятный знак с надписью: «Центральная библиотека № 46 им. Н. В. Гоголя была открыта в 1909 году по решению Московской городской Думы к 100-летию со дня рождения Николая Васильевича Гоголя».